# Dragon Ball Z: Super Butōden 3
Dragon Ball Z: Super Butōden 3 é o terceiro jogo da série Super Butōden do Super Nintendo.  O jogo foi lançado no Japão em 17 de setembro de 1994  Possui modos para dois jogadores (conhecido como VS) e o modo Torneio de Artes Marciais. Também tem o modo de opções, onde o jogador pode alterar a dificuldade do jogo, ouvir as músicas e as vozes dos personagens.

## Lista de personagens
- Son Goku
- Son Goten
- Son Gohan (adulto)
- Kaioshin
- Trunks (criança)
- Majin Vegeta
- Dabura
- 18
- Majin Buu
- Trunks (do futuro)